# Preston Brook
Preston Brook est une paroisse civile et un village du Cheshire, en Angleterre.